# Motöverföring
Motöverföring är ett centralt begrepp inom psykoanalys och psykodynamisk psykoterapi som ökar förståelsen för den terapeutiska relationens mindre medvetna sidor. Genom terapeutens motöverföring tillskrivs patienten omedvetet eller förmedvetet egenskaper, avsikter, känslor och föreställningar som har sitt ursprung i terapeutens egna tidigare relationer. Så kallad negativ motöverföring är uttryck för terapeutens egen olösta problematik. Begreppet motöverföring hänger nära samman med begreppet överföring,  vilket beskriver patientens omedvetna eller förmedvetna bidrag till relationen med sin terapeut.

## Behovet av egen analys
För att kunna erbjuda en fullgod psykoanalys/psykoterapi behöver psykoterapeuten eller psykoanalytikern så långt möjligt vara på det klara med vad i patientens material som är att hänföra till patientens egen inre värld, och vad som kan tänkas vara svar på terapeutens egen motöverföring. Därför är egen terapi/analys ett viktigt moment i blivande psykoterapeuters och psykoanalytikers utbildning.

## Historik
Begreppet motöverföring introducerades av Sigmund Freud 1910. Freud såg motöverföring som ett hinder i psykoanalytikerns arbete, eftersom denna innebär att han eller hon själv riskerar att agera på ett mindre terapeutiskt sätt gentemot sin patient.

## Motöverföring inom psykosocialt behandlingsarbete
Klienten berör omedvetna tankar och känslor hos analytikern vilket kan försvåra behandlingen och i värsta fall kan behandlarens agerande skada klienten. Psykoanalytikern Donald Winnicott (1965) menar att motöverföring är analytikerns neurotiska tendenser som hindrar hans eller hennes professionella arbete gentemot klienten. Motöverföring är enligt Donald Winnicott en blandning av fantasi, verklighet, nuet och det förflutna, det medvetna och omedvetna. En annan psykoanalytiker Ralph Greenson hävdar att motöverföring är en reaktion från behandlaren av att klienten påminner om en person från dennes nuvarande eller tidigare privatliv. Det handlar dock inte om motöverföring när analytikern är medveten om sina känslor och tankegångar kring klienten och dessa inte är särskilt intensiva. Heinrich Racker som var medlem i Psychoanalytic Association of Argentina hävdar att man kan skilja på motöverföringstankar, motöverföringspositioner och motöverföringsneuroser.

## Motöverföringsneuroser
Detta är den process som är mest skadlig i behandlingsarbetet, eftersom det frambringar analytikerns egna patologiska svagheter och kan påverka behandlingen mycket negativt. Analytikern måste då i första hand ta tag i sina egna problem innan han eller hon kan hjälpa sin klient. Då som först kan analytikern använda sin såväl yrkesmässiga som empatiska förmåga att försätta sig in i klientens situation och identifiera sig med denne, men också samtidigt observera utifrån på ett professionellt sätt. Detta är vad Racker kallar ”healthy splitting”. 

## Positiva och negativa motöverföringar
Man kan skilja på positiva och negativa motöverföringar. Positiva motöverföringar kan vara det som ger tillräckligt med energi till analytikern för kunna komma vidare med en klient. Riskerna med detta är att behandlingsprocessen stannar upp på grund av onödig försiktighet och tar för lång tid. Negativa motöverföringar skapar motstånd hos analytikern. Riskerna blir då att relationen mellan analytiker och klient stannar upp på grund av bristande motivation hos analytikern.

## Indirekt motöverföring
Motöverföring behöver inte bara väckas av en närvarande klient. Det finns även indirekta motöverföringar. Motöverföringar väcks även av personer som klienten berättar om. Till exempel sin förälder, chef eller partner. Om analytikern identifierar sig med dessa under samtalet kan denne snabbt skapa felaktiga slutsatser och därmed konfrontera eller stödja på icke korrekt tillvägagångssätt. Det kan leda till att klienten undviker att prata om personen i fråga för att denne känner av analytikerns överdrivna känslosvall.

## När är risken för motöverföring som störst?
- Långvarig, individuell behandling.

- Familjebehandling, som kan väcka tankar och känslor kring analytikerns egna erfarenheter.

- Tidiga störningar/Jag-svaga, eftersom dessa klienter är svåra att jobba med måste analytikern vara stark i sig själv. Det är annars lätt att påverkas av klienten och därmed överidentifiera sig själv med denne och falla in i samma destruktiva mönster. [7]

## Vad gör man åt motöverföring?
- Handledning.
- Inse att det existerar.
- Behålla neutral intellektuell hållning.
- Självreflektion.
- Inse att konflikterna kan bli större än vad de egentligen är.
- Kunskap om grupprocesser/psykiatri.[8]